# Black Brick Road
Black Brick Road – szósty album studyjny grupy muzycznej Lake of Tears wydany w 2004 roku.

## Lista utworów
1. The Greymen – 4:45
2. Making Evenings – 4:22
3. Black Brick Road – 4:01
4. Dystopia – 3:48
5. The Organ – 4:41
6. A Trip With the Moon – 3:56
7. Sister Sinister – 4:11
8. Rainy Day Away – 4:44
9. Crazyman – 4:41